# 雷進
陳萬信（11世纪?—？）及雷进（11世纪?—1136年），南宋初年起事领袖。

## 生平
陳萬信及雷進趁著金军南下之机起兵谋反。陈万信被平定后，建炎四年（1130年）八月十四甲申，雷进重新反抗宋朝，响应钟相起义。旋即被宋高宗派兵平定。紹興六年（1136年）二月乙卯，雷進被他麾下的黨徒伍俊等人殺害。

## 年號
陳萬信的年號為天戰，在南宋建炎年間，但不知何時使用。
雷進开始使用李合戎的年号正法，雷進自己的年号是人知，在南宋建炎年間，但不知何時使用。

## 深入閱讀
- 李崇智. . 北京: 中華書局. 2004年12月. ISBN 7101025129.